# 1401

Пізнє Середньовіччя •  Відродження •  Реконкіста •  Ганза •  Столітня війна •  Велика схизма •  Монгольська імперія

## Геополітична ситуація
Державу османських турків очолює султан Баязид I (до 1402). Імператором Візантії є Іоанн VII Палеолог (до 1402), а королем Німеччини Рупрехт з родини Віттельсбахів. У Франції править Карл VI Божевільний (до 1422).
Апеннінський півострів розділений: північ належить Священній Римській імперії, середню частину займає Папська область, південь належить Неаполітанському королівству. Деякі міста півночі: Венеція, Піза, Генуя тощо, мають статус міст-республік. Триває боротьба гвельфів та гібелінів.
Майже весь Піренейський півострів займають християнські Кастилія і Леон, де править Енріке III (до 1406), Арагонське королівство, де править Мартін I Арагонський (до 1410), та Португалія, де королює Жуан I Великий (до 1433). Під владою маврів залишилися тільки землі на самому півдні.
Генріх IV є королем Англії (до 1413). У Кальмарській унії (Норвегії, Данії та Швеції) владу утримує Маргарита I Данська, офіційним королем є Ерік Померанський. В Угорщині править Сигізмунд I Люксембург (до 1437). Королем польсько-литовської держави є Владислав II Ягайло (до 1434). У Великому князівстві Литовському княжить Вітовт.
Частина руських земель перебуває під владою Золотої Орди. Галичина входить до складу Польщі. Волинь належить Великому князівству Литовському. У Києві княжить Андрій Іванович Гольшанський (до 1410). Московське князівство очолює Василь I.
Монгольська імперія займає більшу частину Азії, але вона розділена на окремі улуси. На заході євразійських степів править Золота Орда. У Семиріччі, Ірані, Месопотамії та Малій Азії владу утримує самарканський емір Тамерлан.
У Єгипті панують мамлюки, а Мариніди — у Магрибі. У Китаї править династії Мін. Значними державами Індостану є Делійський султанат, Бахмані, Віджаянагара. В Японії триває період Муроматі.
Цивілізація мая переживає посткласичний період. У долині Мехіко склалася цивілізація ацтеків. Почала зароджуватися цивілізація інків.

## Події
- У Києві почав правити Андрій Іванович Гольшанський. (Дата приблизна)
- Галицьку митрополію підпорядковано Київській.
- Укладено Вілемсько-радомську унію, договір про державний і політичний союз між Великим князівством Литовським і Польщею. Унію підписали литовські феодали 18 січня у Вільні, а польські — 11 березня в Радомі.
- Рупрехта з родини Віттельсбахів короновано в Кельні римським королем.
- Похід Рупрехта в Італію завершився поразкою від Джана Галеаццо Вісконті.
- Гамбуржці розгромили балтійських піратів, яких називали віталійськими братами. Очільника каперів Клауса Штертебекера страчено.
- Англійський парламент прийняв акт, спрямований на боротьбу з єретиками лолардами, послідовниками Джона Вікліфа. Ознакою приналежності до лолардів було читання Біблії в перекладі Вікліфа.
- Лоренцо Гіберті отримав замовлення на двері Флорентійського баптистерію Сан-Джовані.
- Ян Гус обійняв посаду декана Карлового університету.
- Тамерлан захопив Дамаск. Під час облоги міста він зустрічався з Ібн Хальдуном,
- Тамерлан захопив Багдад. Він вивіз із захоплених міст значну кількість ремісників у Самарканд.
- На півночі Індостану утворився Малавський султанат.
- У Меджепегіті розпочалася громадянська війна, що тривала чотири роки.

## Народились
- Микола Кузанський, німецький кардинал, філософ, правник, математик
- 23 липня — Франческо Сфорца, італійський військовий і політичний діяч, правитель Мілана з 1450.